# Les Forges (Morbihan)
Les Forges era una comuna francesa que estaba situada en el departamento de Morbihan, de la región de Bretaña que el 1 de enero de 2019 pasó a formar parte de la comuna nueva de Forges de Lanouée como comuna delegada.

## Historia
Fue creada en 1886 por segregación de terrenos pertenecientes a la comuna de Lanouée.

## Demografía
| Gráfica de evolución demográfica de Les Forges entre 1886 y 2016 |
|                                                                  |

Los datos demográficos contemplados en este gráfico de la comuna de Les Forges se han cogido de 1886 a 1999 de la página francesa EHESS/Cassini, y los demás datos de la página del INSEE.